# Nisa (Portugal)
Pour les articles homonymes, voir Nisa.
Nisa est une municipalité du district de Portalegre, au Portugal.

## Population
D'une superficie de 575 km2, elle a une population de 7 450 habitants, dont environ 3 300 dans le bourg de Nisa. La population a atteint son maximum en 1960 avec 17 976 habitants.

## Freguesias
La municipalité est divisée en sept freguesias :
- Alpalhão
- Arez e Amieira do Tejo
- Espírito Santo, Nossa Senhora da Graça e São Simão
- Montalvão
- Santana
- São Matias
- Tolosa

## Histoire
Nisa a été donné en apanage par Jean IV du Portugal, le 18 octobre 1646, à Vasco Luís da Gama, descendant du célèbre navigateur, dénommé par la suite marquis de Nisa.

## Personnalités liées
- Fernando Eduardo Carita (1961-2013), poète portugais y est né